# Casa de Pedro Lessa

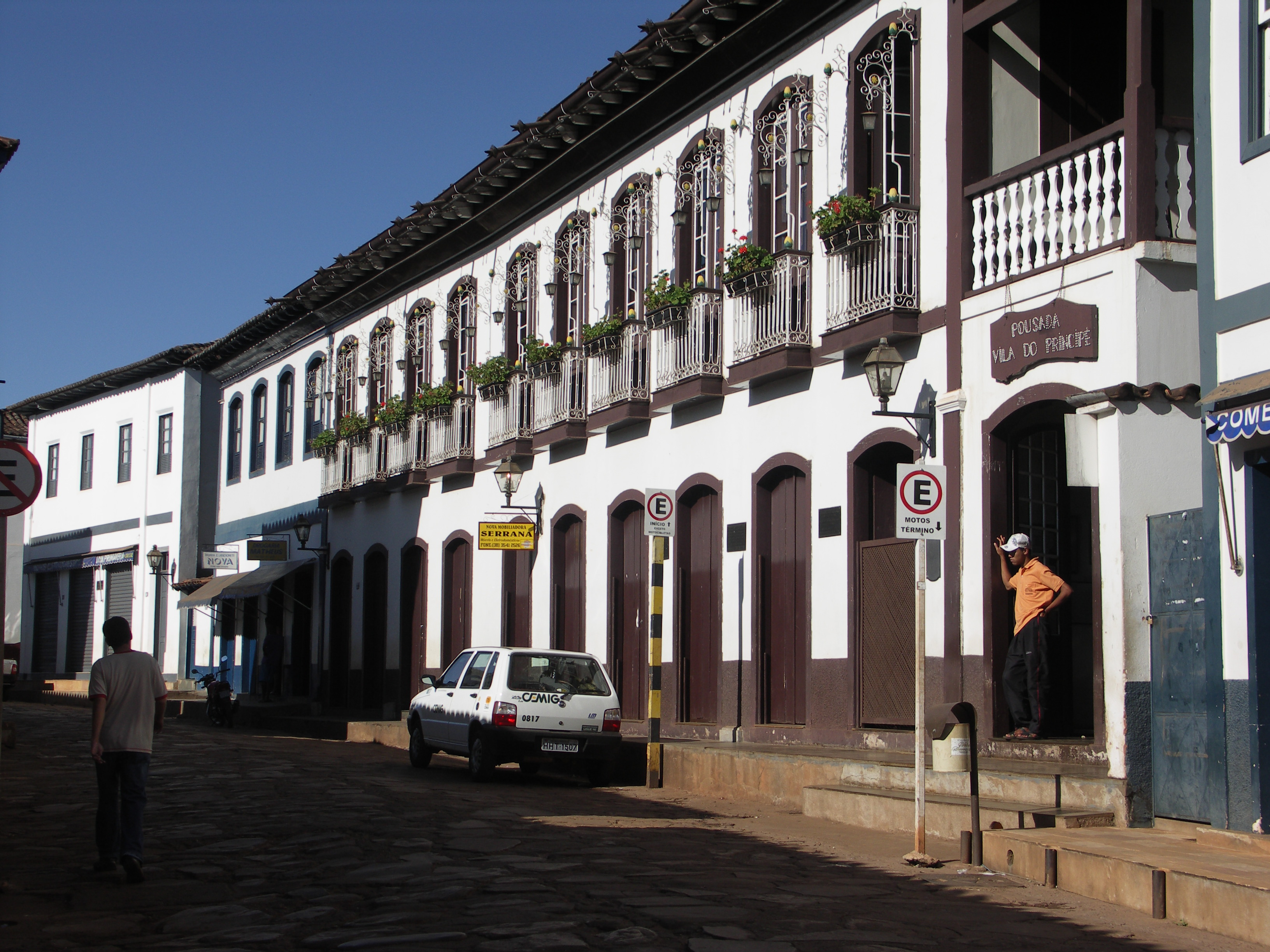
Casa de Pedro Lessa

A Casa de Pedro Lessa é uma construção histórica brasileira, situada no município de Serro, estado de Minas Gerais.
Atualmente ocupada por uma pousada, nesta casa nasceu Pedro Lessa, um dos mais prestigiados advogados brasileiros, ministro do Supremo Tribunal Federal e membro da Academia Brasileira de Letras.
Nela nasceu também o Mestre Valentim, brilhante arquiteto e escultor do barroco brasileiro, que deixou a maior parte de suas obras no Rio de Janeiro.
Também é conhecida como a "casa das Fonsecas", ilustre grupo de irmãs que tiveram participação patriótica na vida do Serro, e que nela residiram por vários anos, no século XIX.
Datada provavelmente de meados do século XIX, é uma das mais expressivas edificações da cidade, seja pela extensão, seja por acompanhar a curva do traçado da rua. Suas dez sacadas são decoradas com ferro trabalhado.
A casa faz parte do Conjunto Arquitetônico e Urbanístico do Serro, tombado em 1938 pelo IPHAN, mas na década de 1950 estava abandonada e ameaçada de desabamento. Em 1954 o então prefeito Márcio Nunes, reconhecendo o seu valor histórico e artístico e sua associação com a figura ilustre de Pedro Lessa, publicou um protesto no jornal O Globo contra o seu abandono pelas autoridades nacionais de preservação, e pedia providências. Em 1972 novamente a prefeitura solicitou ao governo federal ajuda para a sua preservação.
Foi reformada de 1975 a 1980, com preservação das características originais.
Foi incluída como um dos atrativos turísticos histórico-culturais da Estrada Real de Minas Gerais e do Polo Turístico do Vale do Jequitinhonha.